# Cine Video Doppiatori
La Cine Video Doppiatori (C.V.D.) è una società italiana di doppiaggio, fondata a Roma il 5 maggio 1970 da un gruppo di undici doppiatori e direttori del doppiaggio, alcuni dei quali erano stati soci della C.D.C.: Renato Turi, Oreste Lionello, Mario Maldesi, Valeria Valeri, Wanda Tettoni, Corrado Gaipa, Melina Martello; altri della S.A.S.: Giancarlo Giannini, Fede Arnaud, Luciano Melani e il solo Carlo Baccarini della C.I.D.. La C.V.D. nel corso degli anni si è occupata di numerosi prodotti cinematografici di rilievo. Tra questi, alcuni film di Stanley Kubrick, la maggior parte di quelli di Woody Allen fino al 2012, la trilogia originale di Guerre stellari, quella de Il Signore degli Anelli e gli ultimi sei film della saga di Harry Potter. In campo televisivo è invece nota per occuparsi dal 1990 del doppiaggio della soap opera Beautiful.

## Doppiatori e direttori del doppiaggio soci
- Massimiliano Manfredi
- Gianluca Tusco
- Claudia Balboni
- Vanna Busoni
- Franca D'Amato
- Cristiana Lionello
- Melina Martello
- Ilaria Stagni
- Maura Vespini